# ウスクモエダシャク
ウスクモエダシャク（薄雲枝尺蠖、学名:Menophra Senilis）はシャクガ科に属するガの一種。日本では北海道から九州、奄美大島まで広く生息する。

## 特徴
成虫の体長は40〜50mm、開張約28〜40mm。春から秋に渡って2〜3回に発生し、蛹で越冬する。
幼虫は灰白色や茶褐色で、細長い枝状の尺取り虫である。幼虫の食草はブナ科、カバノキ科、ニレ科、クスノキ科、タデ科などを含む、広い食性を持つ。

## 分布
日本国内は北海道、本州、四国、九州、対馬、屋久島、奄美大島、そしてシベリア南東部、サハリン、朝鮮半島、中国の東北地域に生息する。平野と山地に普遍に分布する。